# Tameyuki Amano
Tameyuki Amano (天野 為之, Amano Tameyuki), 6 février 1861 - 26 mars 1938, est un politicien et économiste japonais.

## Biographie
Né à Edo (ancien nom de Tokyo), il grandit à Karatsu dans la préfecture de Saga. Il soutient l'économie classique et la politique de libre-échange et introduit la théorie de John Stuart Mill au Japon. Lors des élections législatives japonaises de 1890, il est élu du parti Rikken Kaishintō qui prône une monarchie constitutionnelle de style britannique. Il est également président de Tōyō Keizai Inc. et de l'université Waseda.

## Source de la traduction
- (en) Cet article est partiellement ou en totalité issu de l’article de Wikipédia en anglais intitulé « Tameyuki Amano » (voir la liste des auteurs).
- Notices d'autorité :   - VIAF
  - ISNI
  - LCCN
  - Japon
  - CiNii
  - WorldCat